# Cophanta optiva
Cophanta optiva är en fjärilsart som beskrevs av Swinhoe 1890. Cophanta optiva ingår i släktet Cophanta och familjen nattflyn. Inga underarter finns listade i Catalogue of Life.